# Hamengkubuwono VI
Hamengkubuwono VI (Yogyakarta, 10 agosto 1821 – Yogyakarta, 20 luglio 1877) è stato un sovrano indonesiano. Fu il sesto sultano di Yogyakarta.

## Biografia

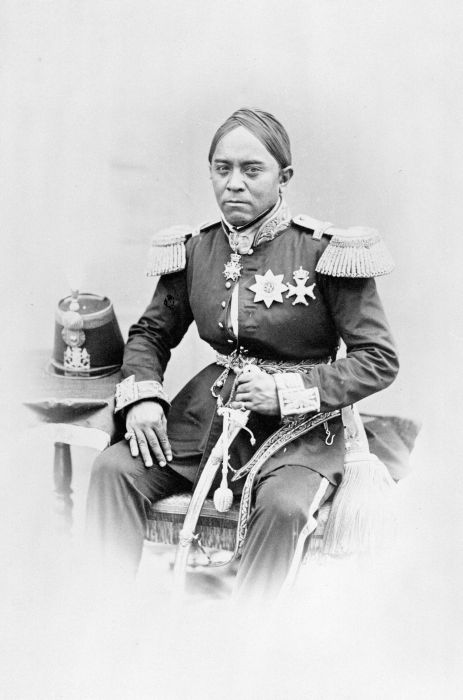
Il sultano Hamengkubuwono VI nell'uniforme dell'esercito olandese

Figlio secondogenito del sultano Hamengkubuwono IV, suo fratello maggiore ascese al trono di Yogyakarta dopo la morte del padre. Durante gli anni della giovinezza, ed in particolare durante il travagliato regno di suo fratello, fu uno strenuo oppositore della sua politica ed in particolare dell'atteggiamento passivo che questi teneva nei confronti degli olandesi. Dal momento che suo fratello non aveva avuto eredi, dopo la morte improvvisa e misteriosa di quest'ultimo nel bel mezzo dei dissidi politici del 1855, venne proclamato sultano di Yogyakarta.
Durante il suo regno dovette affrontare un tremendo terremoto che si abbatté su gran parte dell'Indonesia, danneggiando gran parte del palazzo di Yogyakarta, il Taman Sari, il monumento di Golong Gilig, la moschea Gedhe, il Loji Kecil (ora palazzo presidenziale) e molti altri edifici nel sultanato.
A livello politico, pur avendola criticata in gioventù, finì per perseguire la linea del fratello dopo aver ottenuto la corona. Per questo motivo venne criticato con delle rivolte che però vennero represse.
Come altri principi musulmani indonesiani, anche Hamengkoeboewono VI era poligamo: sposò Kanjeng, Agung e altre undici donne. Il monarca ebbe in tutto undici figli e dodici figlie. Una delle sue figlie fu la seconda moglie del principe Paku Alam IV di Pakualaman, da cui in seguito divorziò.
Il 1 luglio 1887 ottenne il grado di colonnello onorario dell'esercito olandese nelle Indie Orientali.
Hamengkoeboewono VI morì il 20 luglio 1877 nel palazzo reale di Yogyakarta e venne sepolto nel mausoleo della sua famiglia.